# Shred
Se denomina shred al estilo de ejecución de instrumentos con un alto nivel de complejidad, técnica y velocidad. Si bien este término está asociado al metal y en todas sus variantes, también puede encontrarse shred en otros estilos musicales tales como rock, bluegrass, country, jazz-fusión y blues eléctrico.

## Historia

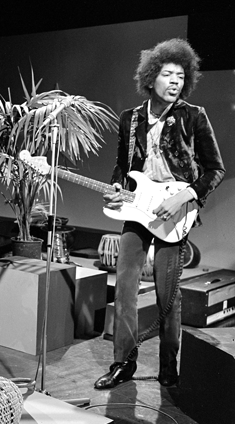
Jimi Hendrix en 1967

Desde los inicios de la música rock, la complejidad de las composiciones y los arreglos han sido factores determinantes en el incremento del dominio de la técnica de ejecución de la guitarra. A menudo motivado por un deseo de deslumbrar a la audiencia con un interesante e inusual método del primer solo triturador se le puede atribuir al guitarrista Danny Cedrone, en Rock Around the Clock, de Bill Haley y sus Cometas en 1954.[cita requerida] Combinando una velocidad atropellada con influencias de blues y jazz, era lo más destacado de la canción. Cedrone estaba influenciado por el guitarrista de country Jimmy Bryant, cuya velocidad fue legendaria. El afamado guitarrista de jazz Barney Kessel dijo de él: "De todos los guitarristas que he conocido, Jimmy Bryant es el más rápido y el más limpio, y tiene más técnica que ningún otro". Otra personalidad clave en establecer dicha técnica en la guitarra rock fue el pionero Chuck Berry, cuyos solos en Johnny B. Goode fueron ampliamente imitados.
Hacia principios de la década de 1960, la guitarra rock se había distanciado de sus raíces en el jazz y se había acercado más hacia el blues. El rock instrumental se fue popularizando con la llegada de la música surf basada en la guitarra. Dicha música se basaba fuertemente en la guitarra e inspiró a muchos guitarristas de la década de los 60. 
Hacia el final de la misma el desarrollo de la técnica guitarrística, en el contexto del rock, fue llevado incluso un poco más adelante por notables músicos como Jimi Hendrix, Eric Clapton y Jeff Beck. La contribución de los mismos al tono y la textura de la guitarra eléctrica fue significante. Hacia finales de los 60, era clara la nueva generación de guitarristas en el horizonte. La legendaria interpretación de Alvin Lee en el festival de Woodstock en 1969 fue precursora de la futura evolución de la técnica. El solo de Lee en I'm Going Home estableció una nueva marca de velocidad e intensidad, y el uso de dicho estilo de ejecución comenzó a aumentar tras la difusión en los cines de la película sobre dicho festival.

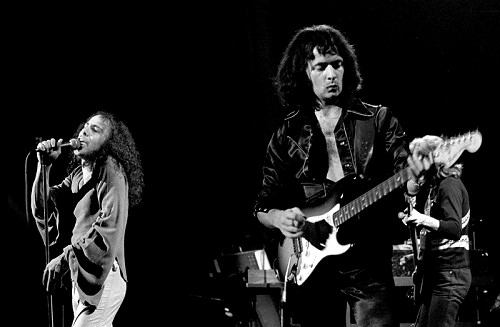
Ronnie James Dio y Ritchie Blackmore en Noruega, 1977

En 1968, Ritchie Blackmore, junto a Jon Lord, funda el grupo Deep Purple. Blackmore es uno de los pioneros del shredding, propuesto con una mezcla de jazz, blues, barroco y hard rock.
Sus obras 'In rock' y 'Machine Head' fueron las bases para el posterior desarrollo del speed metal y el metal neoclásico, debido al uso de arpegios complejos y la escala armónica menor en sus interpretaciones. Más tarde sentaría las bases del power metal con su grupo Rainbow. Canciones como 'Highway Star' o 'Burn' de Deep Purple y 'Gates of Babylon' de Rainbow son grandes ejemplos del Shred Guitar en sus primeras épocas.
Para principios de los 70, unos pocos pioneros estaban experimentando con una nueva fusión de jazz, rock y world music. Esto requería una gran habilidad con el instrumento para poder conjugar el fraseo tradicional del rock y el jazz con el peculiar estilo de la música extranjera. Entre estos guitarristas estaban John McLaughlin, Al Di Meola, Allan Holdsworth y Robert Fripp especialmente renombrados por su velocidad y destreza a la guitarra. En cualquier caso, la evolución continuó con una nueva generación de guitarristas discípulos de los anteriores. Entre ellos podemos citar a Frank Marino, Robin Trower y Neal Schon.
En 1978, Eddie Van Halen lanzó Eruption, utilizando la técnica del tapping. El violinista Niccolò Paganini desarrolló técnicas similares a principios del siglo XIX, que también se utilizan en la música folclórica tradicional turca; el primer ejemplo en la guitarra fue en 1932 por Roy Smeck.
En 1980, con un nuevo estándar establecido por Van Halen, otros continuaron sus pasos. Randy Rhoads fue el siguiente guitarrista en incorporar retazos de guitarra barroca de una manera seria. Randy murió en 1982 y fue relevado por Yngwie Malmsteen en la incorporación de técnicas barrocas principalmente tomadas de Johann Sebastian Bach y el violinista italiano Niccolò Paganini. Otros virtuosos del género son Jason Becker y Marty Friedman, donde se empieza a implementar la técnica sweep picking, Joe Satriani y Steve Vai incluyendo en sus temas una gran fusión de efectos variados que les daba un estilo mucho más peculiar también reluciendo en las presentaciones en vivo en los conciertos G3.
En 2017, Jawbone Press lanzó el libro Shredders!: The Oral History of Speed Guitar (and More) del autor Greg Prato, que exploró toda la historia de la guitarra shred. El libro presentaba un prólogo de Alex Lifeson y un epílogo de Uli Jon Roth, y presentaba todas las entrevistas nuevas con Joe Satriani, Steve Vai, Billy Sheehan, Paul Gilbert, George Lynch, Kirk Hammett, Michael Schenker, Ace Frehley, Guthrie Govan, y  Alexi Laiho, entre otros.